# Friedrich Ratzel
Friedrich Ratzel (30 de agosto de 1844, Carlrue – 9 de Agosto de 1904, Ammerland no Lago de Starnberg) foi um etnólogo e geógrafo alemão que é geralmente considerado (ainda que erroneamente) o fundador da antropogeografia, do Difusionismo e da geografia política, bem como um influente pioneiro da geopolítica.

## Vida

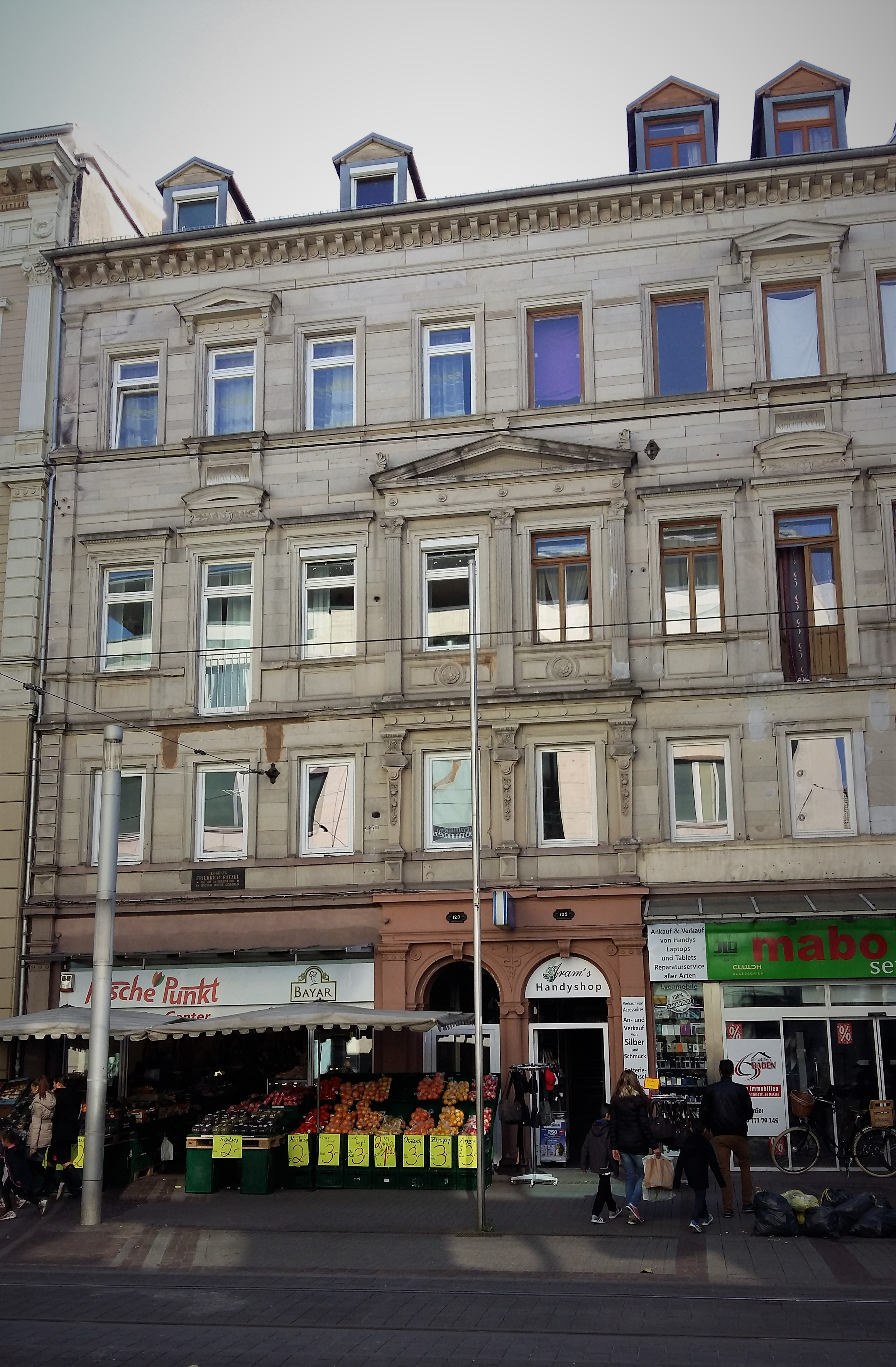
Casa em que Ratzel nascera em Carlsrue (esquerda)

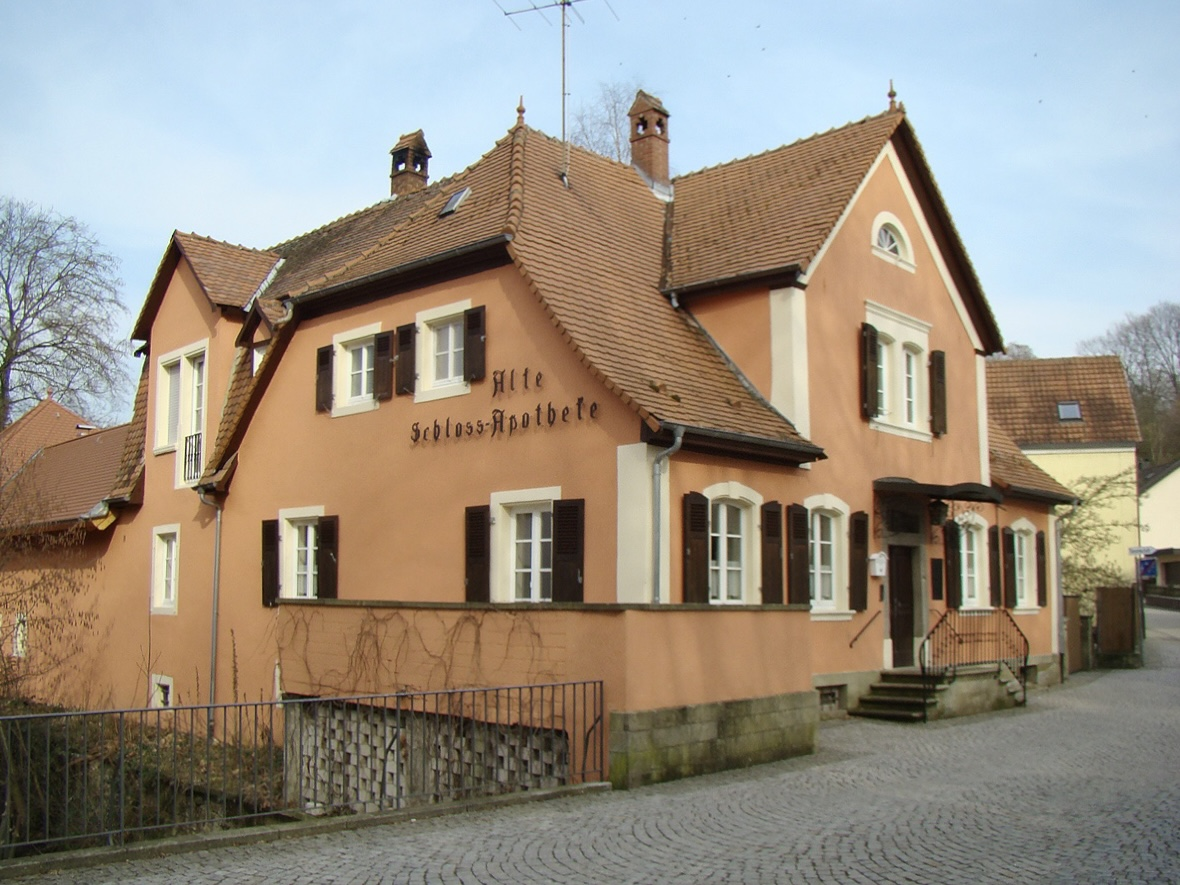
Farmácia onde Ratzel estagiou, em Eichtersheim

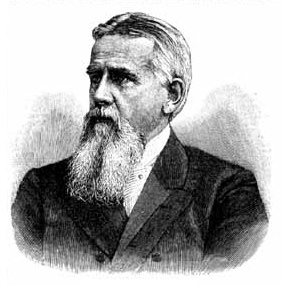
Friedrich Ratzel

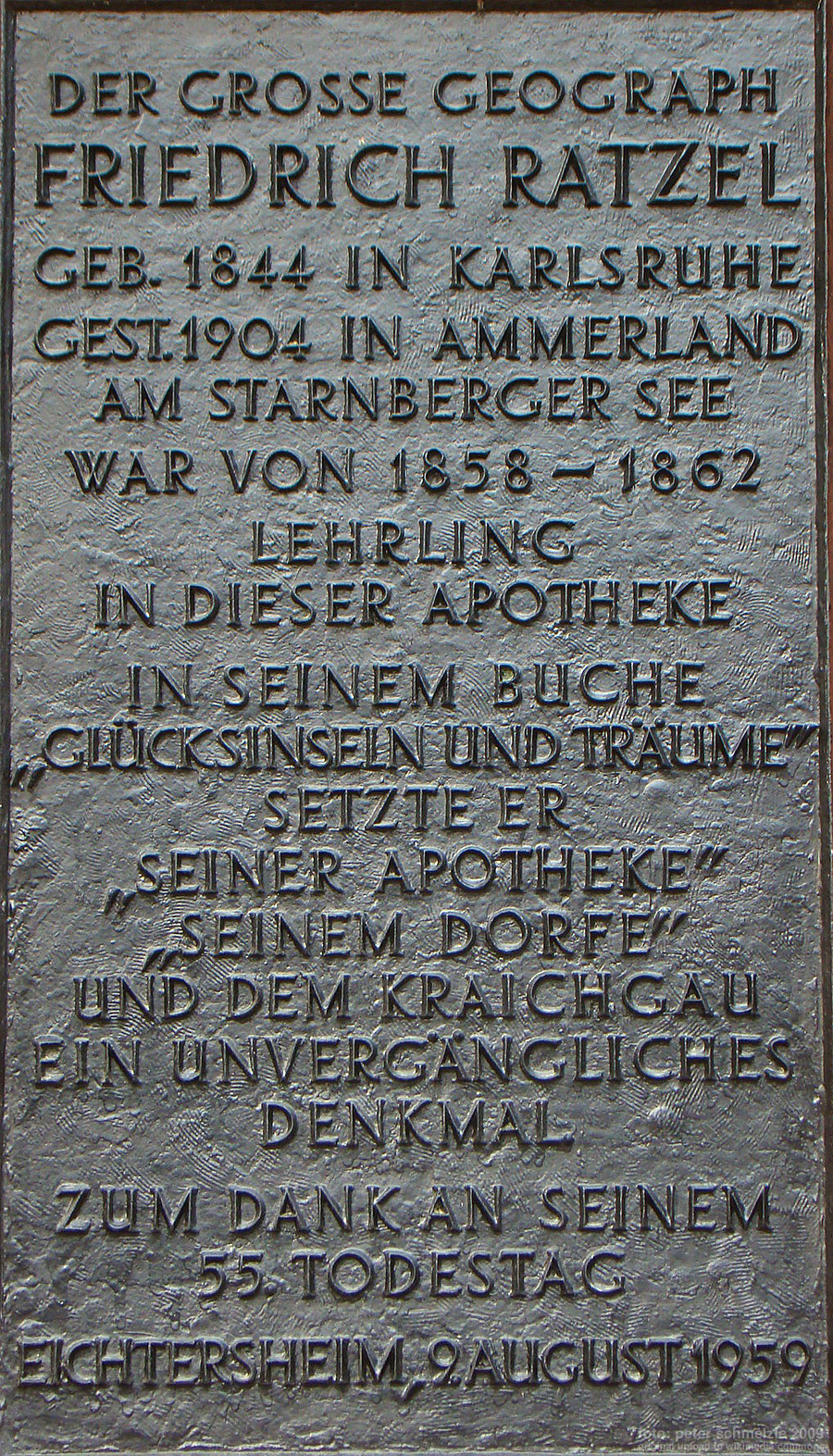
Placa comemorativa na farmácia em Eichtersheim

Friedrich Ratzel foi o caçula dos quatro filhos de Carl Ratzel, que serviu como criado particular na corte dos Marqueses de Carlsrue, onde cresceu livre de preocupações e protegido por ser parte de uma família de funcionários da corte. Após terminar os estudos fez um estágio como farmacêutico em Eichtersheim e, após passar no seu exame farmacêutico em 1863, trabalhou como auxiliar farmacêutico. Nessa época cresceu seu interesse por estudar Ciências Naturais e Filosofia e, aos 21 anos de idade resolveu estudar Geologia e Zoologia em Heidelberg, Iena e Berlim. Em 1868 ele fez sua pós-graduação em Zoologia na Universidade de Heidelberg. 
Problemas financeiros eventualmente o pressionaram a enviar uma de suas anotações de viagem no Mediterrâneo para a Gazeta da Colônia (revista que era publicado em Colônia desde 1802) direto de Midi. As histórias de viagem de Ratzel seriam bem recebidas pelos leitores, fazendo-o se consolidar na revista. Ele fez outras viagens de estudos na Itália, Hungria, em Cuba, no México, e nos EUA. Em 1871, Friedrich Ratzel foi para a Universidade Técnica de Munique e deu continuidade aos seus estudos de Ciências Naturais, ocasião em que a Geografia foi se tornando cada vez mais importante em sua vida. Em 1875 Ratzel encerrou suas viagens e começou na Universidade Técnica de Munique como professor habilitado de Geografia, um ano depois obteve sua cátedra em Geografia, ele publicou durante sua ocupação em Munique, entre outros, seus trabalhos ''A terra em 24 aulas sobre geografia geral'' em alemão Die Erde in 24 gemeinverständlichen Vorträgen über allgemeine Erdkunde (1881) e ''Os Estados Unidos da America'' - Die Vereinigten Staaten von Amerika (2 volumes, 1878 - 1880). Seus trabalhos deram início a sua obra mais importante: a Antropogeografia (Anthropogeographie).
Em 1877, Friedrich Ratzel casou-se com Marie Wingens, conhecida em uma de suas viagens à Inglaterra. Em 1879 e 1881 nasceram suas filhas Hedwig e Lila. Foi eleito em 1883 membro da Academia Alemã de Ciências Leopoldina e em 1885 como membro correspondente da Academia de Ciências da Baviera. Em dezembro de 1886, ele foi aceito como membro titular da Academia de Ciências da Saxônia.
Em 1886 trabalhou na Universidade de Leipzig, foi designado para ministrar a disciplina de Geografia, que ficou disponível a partir da aposentadoria de Ferdinand von Richthofen. Durante os próximos 18 anos, Ratzel trabalharia e faria pesquisas em Leipzig. Fez amizade com pessoas influentes como o economista e historiador Wilhelm Roscher, o químico Wilhelm Ostwald, e o psicólogo e filósofo Wilhelm Wundt. Foi a favor da expansão da biblioteca e de seminários. Devido a sua popularidade com o corpo estudantil, o número de atendentes de suas aulas cresceu rapidamente, Ratzel foi membro de diversas associações geográficas como também parte da seção de Leipzig da Sociedade Colonial Alemã. Friedrich também se engajou na ''Liga Pangermânica'', e na ''Liga da frota alemã.'' Em um estudo de 1901 ele cunhou o termo ''Espaço Vital'', este que depois foi adotado pelo Partido Nacional Socialista. 
Friedrich Ratzel faleceu pouco antes do seu sexagésimo aniversário em 9 de agosto de 1904 durante suas férias de verão em Ammerland no Lago de Starnberg, quando ainda exercia seus trabalhos científicos e lecionava na universidade. Em 1927, uma placa comemorativa foi colocada na casa onde ele nascera em Carlsrue (agora Kaiserstraße 123). Grande parte de seu legado científico está no Arquivo de Geografia do Instituto Leibniz de Geografia Regional de Leipzig.

## Legado
Ratzel é amplamente considerado como o fundador da Antropogeografia e da Geografia Política, o que é correto até certo ponto, já que com seus escritos trouxe grande atenção internacional para o campo da Geografia Antropológica e Humana, mas ele não cunhou ou colocou em circulação estes termos, que já existiam desde os anos de 1840 e nem entrou em um novo território com suas ideias. Pelo contrário, seu trabalho foi precedido pelos de Wilhelm Butte, Johann Georg Kohl e especialmente Hermann Schaffhausen, visto que vários de seus escritos trataram extensivamente da interação entre a terra, natureza e o homem, incluindo conquistas culturais humanas ou seres humanos em considerações geográficas; no início também houve conexões próximas de teorias raciais e também da ainda muito recente teoria da evolução de Darwin. 
Ratzel viu a descrição da interação entre homem e a natureza como o tema central da antropogeografia, esperando obter uma maior compreensão de contexto e leis. O ponto inicial de Ratzel era a união da humanidade: 
''Enquanto a terra for habitável pelo homem, encontramos pessoas que são parte de uma e única humanidade. A unidade da raça humana é, portanto, a característica telúrica ou planetária do estágio mais elevado da criação. Só há uma espécie de homem, as mutações são numerosas, mas ainda assim pequenas em comparação.''
Como um dos mais importantes pioneiros da geopolítica na Alemanha, Ratzel foi fortemente orientado pela teoria da evolução de Charles Darwin e o darwinismo social; bem como uma “climatologia cultural” que estabeleceu conexões entre as características humanas e as zonas climáticas desde a Antiguidade. Para a descrição do desenvolvimento dos estados, apoiou-se em conceitos biológicos; Ratzel comparou o estado a um organismo biológico. Ele explicou o crescimento (e encolhimento) dos estados com a "lei dos espaços crescentes" e a vinculou à "luta pela existência" de Darwin. Para ele, as guerras eram a “experiência rápida” que decidia o futuro dos povos e seu papel na história.
Tais ideias de Ratzel, que mais tarde foram melhor desenvolvidas por numerosos geógrafos e aproveitadas por Karl Haushofer, são consideradas um importante impulso para a ideologia do "Espaço Vital" no nacional-socialismo.

## Trabalhos publicados
- Os Estados Unidos da América. 1878-1880.
- Antropogeografia. A distribuição geográfica do homem. 1882-1891.
- etnologia. 3 volumes, Bibliographic Institute, Leipzig 1885–1901 ( Volume 1, Volume 2 e Volume 3 no Internet Archive ).
- Geografia Política, R. Oldenbourg, Munique e Leipzig 1897.
  - Reimpressão do 3º Edição de 1923, Zeller, Osnabrück 1974, ISBN 3-7648-0562-5.
- Alemanha. Introdução à história local. 1898
- A terra e a vida. 1902
- Sobre a representação da natureza. 1904; nova edição ampliada e editada: Sobre descrições de natureza e paisagem. Um guia geral. Mahler, Stühlingen 2012, ISBN 978-3-941212-01-5.
- Poder da Terra e destino das pessoas. Uma seleção de suas obras. Editado e com introdução de Karl Haushofer. Kroner, Estugarda 1940.
- Ilhas de felicidade e sonhos. Ensaios coletados do Grenzboten. Sra. Wilh. Grunow, Leipzig 1905.
- memórias da juventude. Editado por Friedhelm Kemp. Kösel, Munique 1966.

## Literatura
- Hanno Beck: Friedrich Ratzel - o grande estimulador da antropogeografia (= geografia do homem) (1844-1904). In: Hanno Beck: Grandes geógrafos. Pioneiros - desajustados - estudiosos. Dietrich Reimer Verlag, Berlim 1982, ISBN 3-496-00507-6, pp. 164-179.
- Andreas W. Daum: A popularização científica no século XIX. Cultura burguesa, educação científica e o público alemão, 1848-1914. 2º, resultado Edição, Oldenburg, Munique 2002, ISBN 978-3-486-56551-5.
- Günther Buttmann: Friedrich Ratzel. Vida e obra de um geógrafo alemão 1844-1904. Editora Científica, Stuttgart 1977.
- Paul L Knox, Sallie A Marston: Geografia Humana. Spectrum Academic Publishing House, Heidelberg 2001, p.443 e seguintes.
- Gerhard H. Müller, ed. (2003). «Ratzel, Friedrich». Neue Deutsche Biographie (NDB) (em alemão). 21. 2003. Berlim: Duncker & Humblot. pp. 186–188.
- Peter Schöller: Tentações geopolíticas na interpretação das relações entre espaço e história. Uma avaliação crítica dos conceitos e teorias desde Friedrich Ratzel. In: Dietrich Denecke, Klaus Fehn (eds.): Geografia na história (= conhecimento geográfico. Edição 96). Franz Steiner, Wiesbaden 1989, pp. 73–88.
- Hans-Dietrich Schultz: Herder e Ratzel: Dois extremos, um paradigma? In: Geography, Vol. 52 (1998), H. 2, pp. 127-143 (digitalizado).
- Hans Dietrich Schultz: "Se ao menos a Terra tivesse mais espaço! Friedrich Ratzel e sua visão de mundo geográfica (política). In: Anúncios da Sociedade Geográfica de Munique, Vol. 89, 2007, pp. 3–45.
- Hans Dietrich Schultz: Friedrich Ratzel. Teórico do espaço belicista com um sentimento pela natureza ou precursor da política espacial nazista? In: Claus Deimel, Sebastian Lentz, Bernhard Streck (eds.): Em busca da diversidade. Etnografia e Geografia em Leipzig. Instituto Leibniz de Geografia Regional, Leipzig 2009, pp. 125-142.
- Jureit, Ulrike; Égua Chiantera, Patrícia (ed.): pensando no espaço. Friedrich Ratzel como uma figura chave na formação da teoria geopolítica. Baden-Baden: Nomos 2021. 297 (ordens do poder global; 3).
- Stogiannos, Alexandros: A gênese da geopolítica e Friedrich Ratzel. Descartando o mito do geodeterminismo ratzeliano. Nome: Springer [2019]. XVI, 252 p.
- Jack, Ian; Bassin, Mark; Jureit, Ulrike; Murphy, David Thomas; Égua Chiantera, Patricia: Habitat e seus descontentamentos. In: Jornal de geografia histórica 61, 2018, pp. 53-108.

## Links da web
- Literatura de e sobre Friedrich Ratzel (em alemão) no catálogo da Biblioteca Nacional da Alemanha
- Literatur von und über Friedrich Ratzel - Katalog der Geographischen Zentralbibliothek
- Werke von Friedrich Ratzel - Projekt Gutenberg-DE
- Friedrich Ratzel - Internet Archive
- Übersicht der Lehrveranstaltungen von Friedrich Ratzel an der Universität Leipzig (Wintersemester 1886 bis Wintersemester 1904)
- Friedrich Ratzel no Professorenkatalog der Universität Leipzig
- Nachlass in der Bayerischen Staatsbibliothek